# Giuseppe Siri
Giuseppe Siri (Génova, 20 de mayo de 1906 - Génova, 2 de mayo de 1989) fue un cardenal y teólogo italiano, arzobispo de Génova durante más de cuarenta años. Destacó por su firme carácter conservador.

## Biografía

### Primeros años y formación
De origen humilde, Giuseppe Siri nació en Génova, hijo de Nicolò Siri y Giulia Bellavista. Giuseppe entró al Seminario Menor de Génova el 16 de octubre de 1916, y estuvo en el Seminario Mayor desde 1917 hasta 1926. 
Al salir del seminario, estudió en la Pontificia Universidad Gregoriana de Roma, donde obtuvo el doctorado en Sagrada Teología, con la calificación summa cum laude, en 1929.

### Sacerdocio
Fue ordenado sacerdote por el arzobispo Carlo Minoretti el 22 de septiembre de 1928.
De regreso en Génova fue capellán hasta 1930, cuando comenzó a dictar clases de Teología Dogmática en el Seminario Mayor de Génova, también enseñó Teología Fundamental durante un año. Además de sus deberes académicos, Siri era predicador, conferencista, y profesor de religión en el "Liceo Andrea Doria y Giuseppe Mazzini" desde 1931 hasta 1936. En 1937 fue rector del "Colegio Teológico de Santo Tomás de Aquino".

### Episcopado

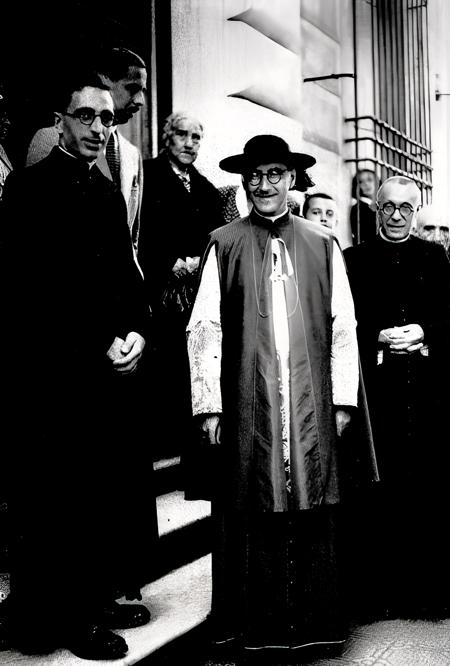
Siri en 1944.

El 14 de marzo de 1944, Siri fue designado obispo auxiliar de Génova y titular de Liviade por el papa Pío XII, recibiendo su consagración episcopal el 7 de mayo del mismo año por parte del cardenal Pietro Boetto, SJ, en la catedral de San Lorenzo. El lema episcopal elegido por Siri fue: «Non nobis, Domine». Ese mismo año, el 8 de septiembre, asumió como vicario general de la archidiócesis y durante su período como obispo auxiliar, en el contexto de la Segunda Guerra Mundial, fue miembro del Movimiento de Resistencia Italiano y negoció con las tropas alemanas que amenazaban Génova, reuniéndose en secreto con líderes nazis, de lo que resultó un acuerdo de rendición que evitó un bombardeo a la ciudad.
Después de la muerte del Cardenal Boetto, Siri fue nombrado arzobispo de Génova, el 14 de mayo de 1946.

## Cardenalato

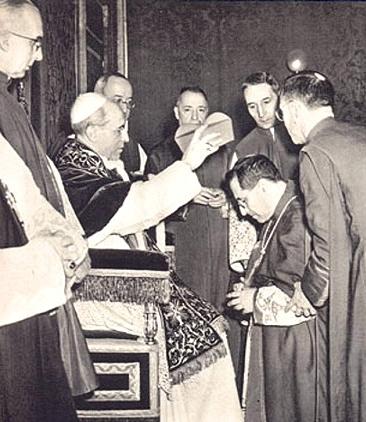
Pío XII le impone la birreta cardenalicia a Siri.

Fue elevado a Cardenal presbítero de Santa María de la Victoria por el papa Pío XII en el consistorio del 12 de enero de 1953. En el momento de su proclamación, era el miembro más joven del Colegio Cardenalicio y se hizo conocido como el "Cardenal Minestrone" por su labor de voluntariado en comedores populares.
En 1955, Pío XII lo nombró presidente de la Comisión Episcopal para la Dirección Superior de la Acción Católica Italiana y en 1957, lo envió como legado papal a España para el cuarto centenario de la muerte de San Ignacio de Loyola. El papa Juan XXIII le confió la presidencia de la Conferencia Episcopal Italiana el 12 de octubre de 1959, y permaneció en este puesto hasta 1965. El 15 de diciembre de 1960 fue enviado a Bélgica para celebrar el matrimonio del entonces rey belga, Balduino I, recibiendo durante esta visita la condecoración de la Gran Cruz de la Orden de Leopoldo.

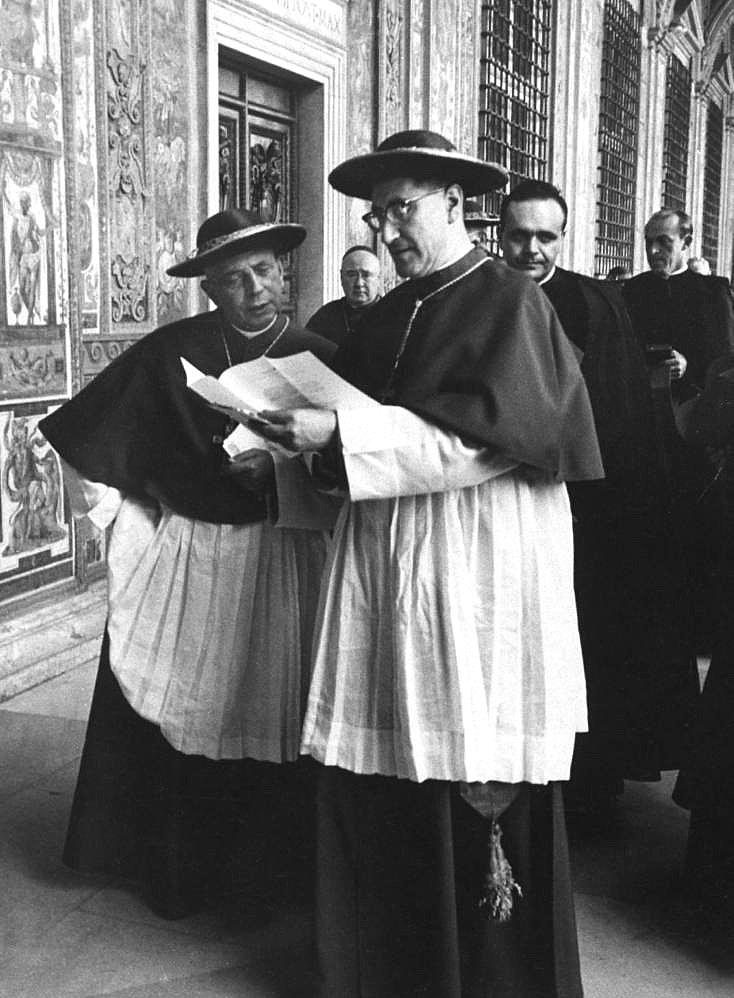
Giacomo Lercaro junto a Siri en octubre de 1958.

Con la convocatoria al Concilio Vaticano II, Siri fue desde 1960 miembro de la Comisión Preparatoria Central, y fue también parte de la subcomisión de enmiendas en 1961.
En los años setenta, hizo varios viajes al extranjero, visitando Senegal y Polonia en 1973, la Unión Soviética en 1974, Turquía en 1975, Venezuela en 1976 y Austria en 1977. En 1979 y 1982 participó en las sesiones plenarias del Colegio Cardenalicio e incluso, contando con casi 80 años de edad, hizo varios viajes a diversos países: Irlanda (1979), Alemania Oriental y Checoslovaquia (1980), Francia (1981 y 1984), Polonia (1985) y España (1986).
Durante su episcopado fue el administrador diocesano de la Diócesis de Bobbio, hasta que el 30 de septiembre de 1986 esta fue anexada a la de Génova, por lo que asumió el título de arzobispo de Génova-Bobbio. En 1981, al cumplir 75 años, como lo exige el Código de Derecho Canónico, presentó su renuncia al papa Juan Pablo II, pero se mantuvo en el cargo hasta el 6 de julio de 1987, cuando se aceptó su renuncia al gobierno pastoral de la Arquidiócesis de Génova, en la que gobernó hasta octubre como Administrador Apostólico.

### Concilio Vaticano II

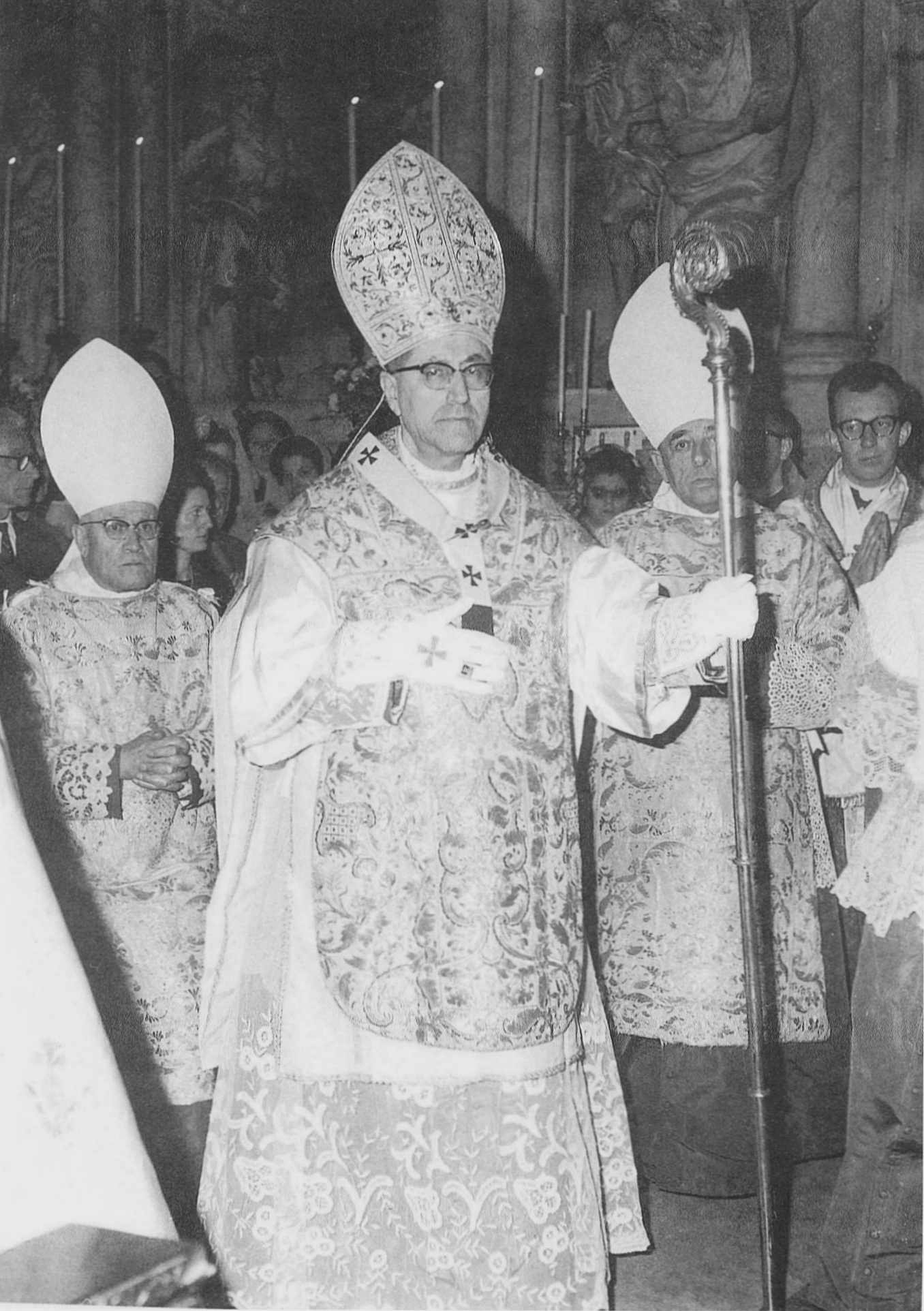
Siri fotografiado en 1962.

Destacándose por sus opiniones fundamentalmente tradicionalistas, durante el desarrollo del concilio, formó alianza con el arzobispo Marcel Lefebvre y con los cardenales Alfredo Ottaviani y Thomas Cooray, siendo parte de un grupo llamado Cœtus Internationalis Patrum. Aunque acerca de su opinión conservadora, en una entrevista dijo: «si tuviera que describirme, yo me definiría como un independiente, un hombre que camina solo y que no es miembro de ningún grupo». Siri fue un ferviente opositor de muchas de las reformas progresistas de este concilio, afirmando que «la Iglesia tardaría muchos años en recuperarse de esta reforma».
Durante la época del Concilio fue uno de los anfitriones -junto con los también cardenales Ruffini, Santos, Larraona, C.M.F., y Browne, O.P.- de las conferencias de los martes organizadas por el Coetus Internationalis Patrum, que tenían por objetivo "estudiar los esquemas del Concilio -con la ayuda de teólogos- a la luz de la doctrina tradicional de la Iglesia y según las enseñanzas de los Soberanos Pontífices".

### Candidaturas papales
Siri fue uno de los purpurados electores en los cónclaves de 1958 y 1963, y en los de agosto y octubre de 1978, y en los cuatro fue uno de los candidatos más relevantes al papado, contando con el apoyo de la curia romana y de los demás cardenales conservadores.

#### Cónclave de 1958

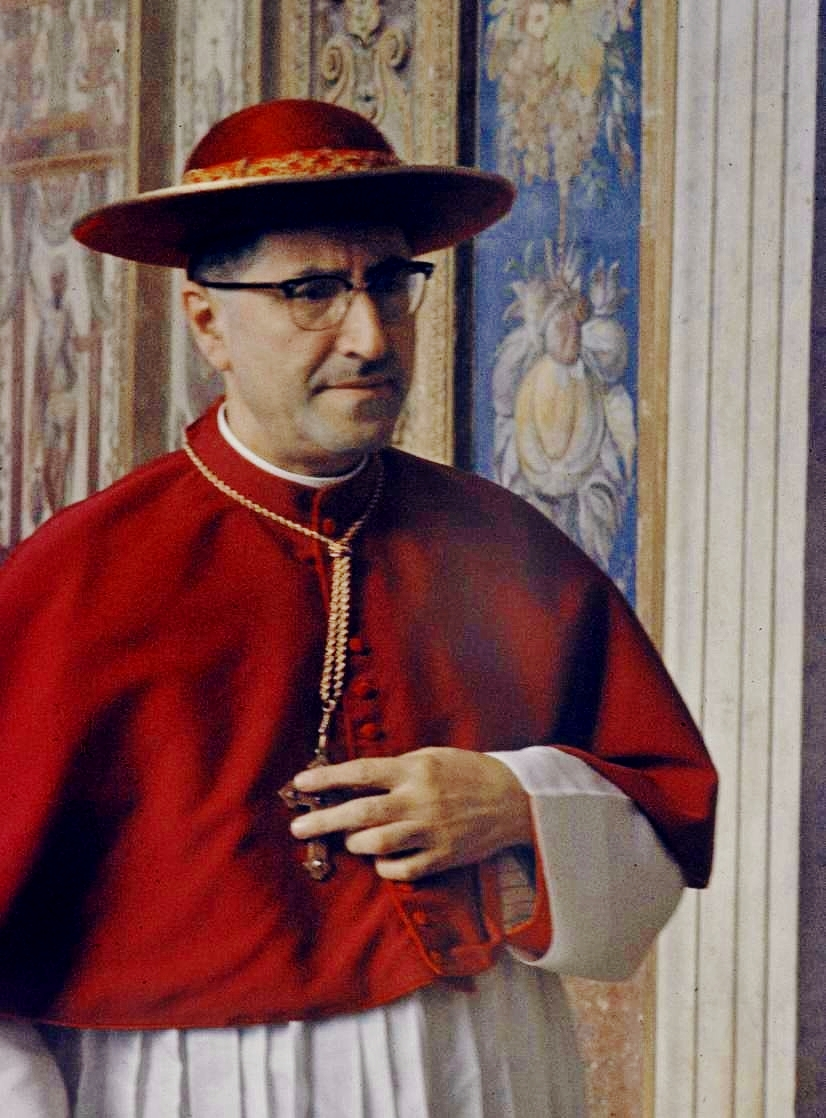
Siri en 1958.

Cuando se convoca el cónclave de 1958, que elegiría al sucesor de Pío XII, había dos fuerzas enfrentadas. Por los progresistas, el principal candidato era Giovanni Battista Montini, arzobispo de Milán desde 1954. Sin embargo, para entonces, este no había sido nombrado cardenal.
Por los conservadores la opción clara era Siri, pero sus 52 años de edad no lo favorecieron, ya que por ese entonces se tendía a que los pontificados no duraran mucho y a propósito de Siri entre los purpurados se decía: «Queremos un Padre santo, no un Padre eterno.».
Al no encontrar otro candidato que atrajera tantos votos como Montini y Siri, se optó por un "papa de transición", que fuera aceptable para ambos sectores. Este candidato fue Angelo Giuseppe Roncalli, patriarca de Venecia, quien se convertiría en Juan XXIII.

#### Presunta elección como Gregorio XVII

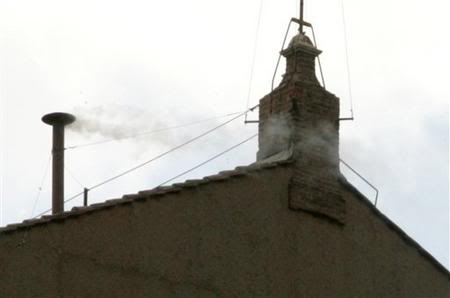
Humo blanco saliendo de la Capilla Sixtina durante el cónclave de 2005.

En el entorno del tradicionalismo sedevacantista, se ha sostenido la teoría de que Siri había sido elegido pontífice durante el cónclave de 1958. El 26 de octubre de ese año, los asistentes a la Plaza de San Pedro tuvieron la impresión de ver salir de la chimenea de la Capilla Sixtina, durante varios minutos, el famoso humo blanco, lo que significaba que había sido elegido un nuevo papa; pasados los minutos el humo blanco fue convirtiéndose en negro.
La teoría es sostenida principalmente por el escritor y periodista Paul L. Williams, quien afirma haber examinado un informe del FBI del 10 de abril de 1961 en el que constataba que los servicios de inteligencia estadounidenses, habrían sido informados de que Siri había sido elegido legítimamente el día 26 de octubre de 1958, y que este había aceptado su elección y escogido el nombre de Gregorio XVII para su pontificado. No obstante, pocos minutos después de la elección, los cardenales de Europa Oriental le habrían obligado a renunciar, manifestando que se producirían «graves desórdenes y el asesinato de muchos clérigos que se encontraban detrás del Telón de Acero». Pero según el presbítero y político italiano Gianni Baget Bozzo, otro fue el motivo que tuvieron los purpurados para hacer dimitir a Giussepe Siri: este era que en 1958 era muy joven, tenía 52 años de edad, y se consideraba que no estaba preparado para hacer frente al difícil escenario político de la Guerra Fría. Algunos teóricos plantean que la frase dicha en su biografía por Siri: «He pedido perdón a Dios», se refiere al hecho de haberse negado a asumir la suprema dignidad.
El 28 de octubre de 1958, dos días después de la supuesta elección de Siri, resultó elegido papa el cardenal Angelo Roncalli, de 77 años, ante la sorpresa del mundo entero y de los gobiernos occidentales. Este último escogió el nombre de Juan XXIII para su pontificado.

#### Cónclave de 1963

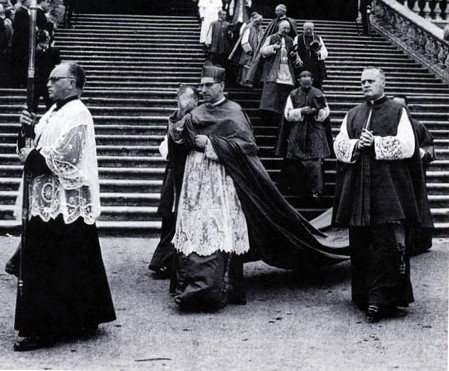
Siri en 1965.

La convocatoria del Concilio Vaticano II supuso para el catolicismo una difícil coyuntura. La muerte del papa Juan XXIII el 3 de junio de 1963 hizo que el cónclave de ese año estuviera marcado por la preocupación general por la continuidad de las sesiones del concilio, aún en curso. Los cardenales pro-conciliares querían a un sucesor que continuara con la tarea reformista, mientras que los prelados anti-conciliares querían un pontífice que concluyera rápidamente el concilio.
Ante este contexto de rivalidad entre conservadores y progresistas, Giovanni Montini era un firme candidato de los progresistas, convencidos de que continuaría con la obra del difunto Juan XXIII. Por los conservadores, Siri prefirió mantenerse al margen, por lo que el candidato de los tradicionalistas fue el cardenal Ildebrando Antoniutti. Se comentó en algunos medios que Siri apoyaba la idea de finalizar el concilio pero los obispos querían continuar con la tarea reformista. El cardenal elegido, luego de tres días de votaciones, fue Montini, que decidió llamarse Pablo VI.

#### Cónclaves de 1978

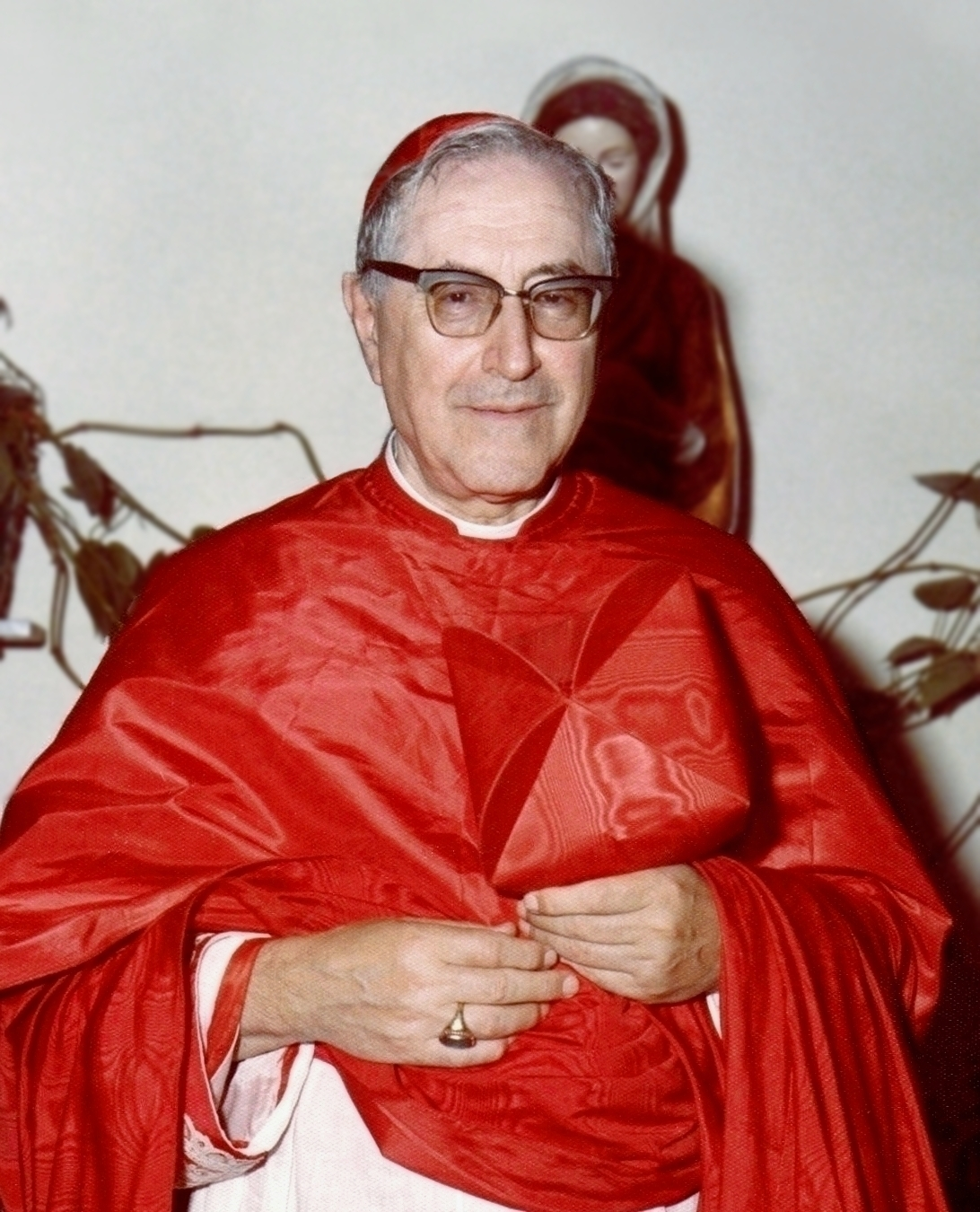
Siri fotografiado en los años setenta.

Acaecida la muerte de Pablo VI, el 6 de agosto de 1978, Siri recibió las visitas de los cardenales Egidio Vagnozzi y Pietro Palazzini para pedirle que definiera su candidatura, a los que respondió que «no estaba pidiendo nada a nadie, ni negando nada a nadie», según cuenta en su biografía. Con esta declaración, dejaba abierta la posibilidad de su candidatura, y así lo entendió Vagnozzi, quien comenzó a difundirla entre el resto de los conservadores.
Rumores nunca confirmados han sugerido que Siri habría obtenido la mayoría en el primer recuento de votos, en el cónclave de agosto de 1978, pero fue derrotado en última instancia por el cardenal Albino Luciani, patriarca de Venecia, que escogió el nombre de «Juan Pablo». Cuando Luciani fue elegido, el 26 de agosto de ese año, diferentes purpurados declararon: «es una pena que no podamos contar lo que hemos vivido», «la elección la ha provocado literalmente el Espíritu Santo», «hemos sido testigos de un auténtico milagro moral».
Tras la repentina muerte de Luciani, acaecida treinta y tres días después de su elección, Siri era el principal candidato conservador, en oposición a Giovanni Benelli, arzobispo de Florencia y principal candidato liberal. Se ha afirmado que el ganador de ese cónclave, Karol Wojtyła, que posteriormente sería el papa Juan Pablo II, habría sido elegido gracias a un compromiso entre ambos candidatos. A su vez, esta elección fue una "verdadera derrota" para la curia romana, que esperaba poder elegir nuevamente a un pontífice italiano. El teólogo romano Gianni Genari, conocido como «el cura rojo» por su cercanía al comunismo, declaró por aquellas fechas que si Siri hubiera sido elegido papa habría sido una verdadera desgracia para la Iglesia, que hubiera podido provocar el abandono del ministerio de miles de sacerdotes de todo el mundo.

### Fallecimiento

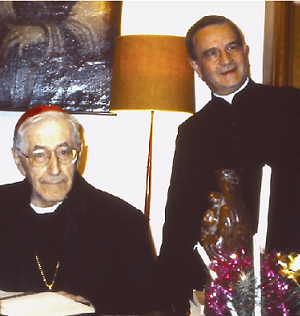
Siri junto a Jean-François Guérin, en 1986.

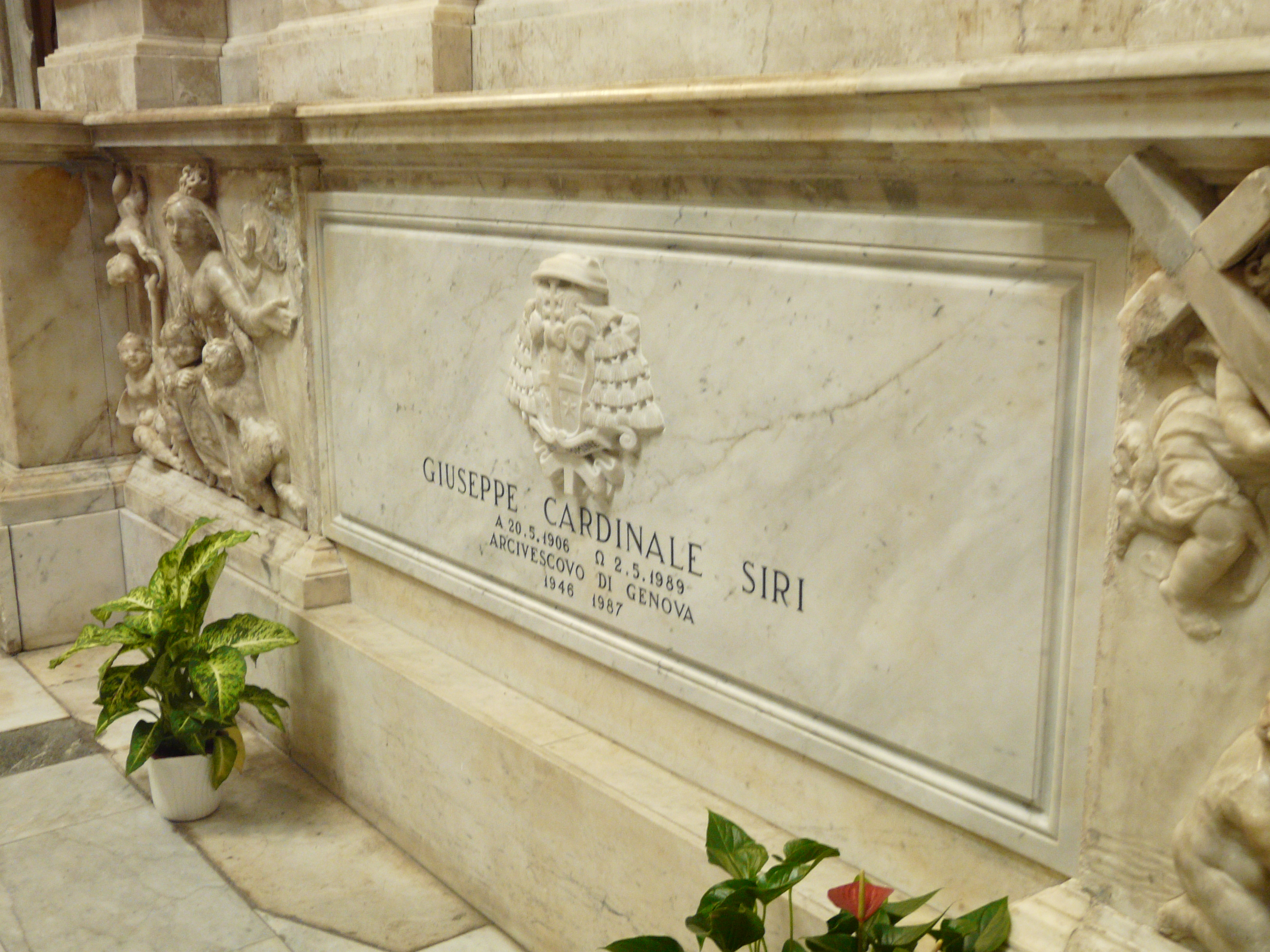
Tumba de Siri en la Catedral de Génova.

Con la llegada de monseñor Giovanni Canestri para sucederlo como arzobispo de Génova-Bobbio se retiró a la Villa Campostano, ya que su benefactora la condesa Carmela Campostano en su testamento, había ofrecido hospitalidad al arzobispo.
En abril de 1989 cayó enfermo aquejado de molestias en el corazón y problemas circulatorios. El 2 de mayo de ese mismo año, a los 82 años de edad, murió en su retiro de Villa Campostano. El solemne funeral tuvo lugar el 5 de mayo en la catedral de San Lorenzo, donde están sepultados sus restos.

«Insto a la comunidad genovense a reunirse para recordar con afecto el mensaje del magisterio y la vida del difunto Pastor, que a todos propuso un camino inspirado en la primacía del Evangelio, con la convicción de que los caminos del bien personal y social pasan sólo a través Cristo.»
Mensaje del papa Juan Pablo II con motivo de la muerte de Siri.

## Honores
Honores otorgados a Giuseppe Siri, ordenados cronológicamente:
 - Caballero gran cruz de la Orden del Santo Sepulcro de Jerusalén (1946)
 - Bailío gran cruz de honor y devoción de la Orden de Malta (1956)
 - Oficial de la Gran Cruz de la Orden de Leopoldo (1960)
 - Caballero de Gran Cruz de la Orden al Mérito de la República Italiana (1963)
 - Bailío gran cruz de justicia de la Sagrada Orden Militar Constantiniana de San Jorge (1985)

## Obras

### Libros:[33]
- La Rivelazione (1940).
- La grazia nell'educazione dei giovani (1941).
- Il Buon Pastore (1942).
- La scelta dello stato e la direzione spirituale dei giovani (1943).
- La ricostruzione della vita sociale (1944).
- La Chiesa. La Rivelazione trasmessa. Corso di teologia dogmatica per laici, vol. I (1944).
- Orientamenti 1948 (1948).
- La Chiesa. La Rivelazione trasmessa. Corso di teologia dogmatica per laici, vol. II (1950).
- Io sono il Signore Dio tuo (1953).
- La famiglia di Dio (1955).
- La strada passa per Cristo (1956).
- Preparazione spirituale, scientifica e tecnica del cappellano del lavoro (1956).
- Pio XII. Pastor Angelicus. Nel quarantesimo anniversario della elezione al pontificato (1979).
- Getsemani. Riflessioni sul movimento teologico contemporáneo (1980). Fue traducido al castellano con el título Getsemaní. Reflexiones sobre el Movimiento Teológico Contemporáneo (Ávila, 1981).
- A te sacerdote, 2 vols. (1983).
- L'Immacolata, messaggio di Dio (1983).
- Don Orione e Genova. Cinquant'anni di storia (1985).
- I giovani e la vita di grazia (1987).
- A te seminarista (1987).
- Catechismo sociale cristiano (1988).
- Omelie per l'anno liturgico (2008). Publicación póstuma.

Además, escribió y publicó multitud de cartas pastorales en el ejercicio de su ministerio episcopal. 